# Ročov
Ročov (tyska: Rotschow eller Rotschau) är en köping i Tjeckien. Den ligger i regionen Ústí nad Labem, i den norra delen av landet. Ročov ligger 441 meter över havet och antalet invånare är 584.